# John Small (Footballspieler)
John Kenneth Small (* 20. November 1946 in Lumberton, North Carolina; † 10. Dezember 2012 in Augusta, Georgia) war ein US-amerikanischer American-Football-Spieler auf der Position des Linebackers in der National Football League (NFL). Er spielte für die Atlanta Falcons und die Detroit Lions.

## Frühe Jahre
Small wuchs in seiner Geburtsstadt auf und übte später College Football auf dem Militärcollege The Citadel aus. Er wurde 1988 in die South Carolina Athletic Hall of Fame aufgenommen.

## NFL
Small wurde im NFL Draft 1970 in der ersten Runde an zwölfter Stelle von den Atlanta Falcons ausgewählt. Nach drei Jahren bei den Falcons, wechselte er zu den Detroit Lions, wo er zwei weitere Jahre blieb. Danach beendete er seine Profikarriere.